# Silene antri-jovis
Silene antri-jovis ist eine Pflanzenart aus der Gattung der Leimkräuter (Silene) innerhalb der Familie der Nelkengewächse (Caryophyllaceae). Dieser Endemit kommt nur auf Kreta vor.

## Beschreibung

### Vegetative Merkmale
Silene antri-jovis ist ein ausdauernder Halbstrauch, der Wuchshöhen von 4 bis 12 Zentimeter erreicht. Silene antri-jovis wächst dicht rasig und bildet viele dünne blühende Triebe. Der Stängel ist rauflaumig und endet mit einer oder zwei Blüten. Die grundständigen Laubblätter sind linealisch-spatelförmig.

### Generative Merkmale
Die Blütezeit reicht von Juni bis Juli.
Der Blütenstand enthält meist nur eine, selten zwei Blüten. Der Kelch ist 9 bis, meist 10,5 bis 13 Millimeter groß. Die Kronblattplatte ist auf 1/3, selten bis zu 1/2 zweispaltig und ist unterseits grünlich. Der Nagel ragt kaum heraus. 
Die Kapselfrucht ist 6 bis 10 Millimeter groß. Der Karpophor ist kahl und 5 bis 9 Millimeter lang.
Die Chromosomenzahl beträgt 2n = 24.

## Vorkommen
Silene antri-jovis ist auf Kreta in den Regionalbezirken Rethymno, Iraklio und Lasithi endemisch. Sie wächst meist auf Kalkfelsen, Felshängen und in Dolinen in Höhenlagen von 750 bis 2200 Meter.

## Taxonomie
Silene antri-jovis wurde 1824 von Carl Adolf Otth in Augustin-Pyrame de Candolle Prodromus Systematis Naturalis Regni Vegetabilis ..., Band 1, Seite 376 als Silene fruticulosa erstbeschrieben. Er übernahm dabei einen Namen von Franz Wilhelm Sieber, der ihn selbst nicht publiziert hatte. Sie übersahen aber, dass der Name schon 1798 von Friedrich August Marschall von Bieberstein für eine asiatische Art verwendet worden war. Da andere Namen auf dem Niveau der Art nicht zur Verfügung standen, wählten Werner Greuter und Hervé Maurice Burdet einen neuen Namen (nomen novum) und nannten diese Art Silene antri-jovis in Willdenowia, Band 16, 1987, Seite 440. Das Artepitheton antri-jovis stammt vom lateinischen „antrum jovis“ = „Höhle des Zeus“ von der Idäischen Grotte, an deren Eingang sie vorkommt.